# The Lead with Jake Tapper
The Lead with Jake Tapper é um telejornal estadunidense apresentado por Jake Tapper na CNN. Em 10 de setembro de 2018, o programa começou a ser transmitido pela CNN International. O programa é gravado nos estúdios da emissora em Washington, DC.